# Werner van Steußlingen
Werner van Steußlingen (? - 1 december 1151) was van 1132 tot zijn dood de 21e bisschop van Münster. Hij is een zoon van Adalbero von Steußlingen en zijn vrouw Judith.
Tijdens zijn ambtsperiode stichtte Von Steußlingen in 1136 het nonnenklooster Asbeck in de Kreis Borken. Op basis van zijn vriendschap met Norbert van Xanten, stichter en abt-generaal van de norbertijnen, richtte hij het klooster uitsluitend volgens deze levenswijze in. Ook laat van Steußlingen een slot bouwen in het dorp Lohn en blijkt dat de edelman Godeschalcus de Lon het kasteel onder zijn beheer kreeg. Na Steußlingen's dood breekt er een strijd uit tussen zijn opvolger Frederik II van Are en van Loon over het eigendomsrecht van dit kasteel.
- Gemeinsame Normdatei: 135670845
- Virtual International Authority File: 1234665